# Akinobu Yokouchi
Akinobu Yokouchi (Fukuoka, 30 november 1967) is een voormalig Japans voetballer.

## Carrière
Akinobu Yokouchi speelde tussen 1986 en 1995 voor Sanfrecce Hiroshima.